# Saint-Jean-de-Marcel
Saint-Jean-de-Marcel är en kommun i departementet Tarn i regionen Occitanien i södra Frankrike. Kommunen ligger i kantonen Valderiès som tillhör arrondissementet Albi. År 2022 hade Saint-Jean-de-Marcel 385 invånare.

## Befolkningsutveckling
Antalet invånare i kommunen Saint-Jean-de-Marcel
| Referens: INSEE |